# Lismore City
Koordinaten: 28° 49′ S, 153° 17′ O

Die City of Lismore ist ein lokales Verwaltungsgebiet (LGA) im australischen Bundesstaat New South Wales. Das Gebiet ist 1.287,7 km² groß und hat etwa 44.000 Einwohner.
Lismore liegt im äußersten Nordosten des Staates etwa 750 km nordöstlich der Metropole Sydney und 200 km südlich von Brisbane. Das Gebiet umfasst 75 Ortsteile und Ortschaften, darunter Bexhill, The Channon, Corndale, Dunoon, Eltham, Lismore, Nimbin, Rock Valley, Rosebank, Wyrallah sowie Blue Knob, Booerie Creek, Buckendoon, Bungabee, Caniaba, Coffee Camp, Dorroughby, Dungarubba, Georgica, Goolmangar, Goonellabah, Green Forest, Gundarimba, Jiggi, Keerong, Kilgin, Koonorigan, Leycester, Modanville, Monaltrie, Mountaintop, Nightcap, North Woodburn, Numulgi, Richmond Hill, Ruthven, Terania Creek, Tregeagle, Tucki Tucki, Tuckurimba, Tullera, Tuntable Creek, Whian Whian, Woodlawn, und Teile von Bentley, Booyong, Broadwater, Coraki, Clunes, Larnook, Marom Creek, McKees Hill, Repentance Creek, Stony Chute und Wollongbar. Der Sitz des City Councils befindet sich im Stadtteil Gooneballah der Stadt Lismore, die etwa 27.600 Einwohner hat.

## Verwaltung
Der Lismore City Council hat elf Mitglieder. Zehn Councillor und der Vorsitzende und Mayor (Bürgermeister) des Councils werden direkt von den Bewohnern der LGA gewählt. Lismore ist nicht in Bezirke untergliedert.